# واترپلو در المپیک تابستانی ۱۹۳۲
واترپلو در بازی‌های المپیک تابستانی ۱۹۳۲ نام رویداد ورزش واترپلو در بازی‌های المپیک تابستانی بود که در سال ۱۹۳۲ برگزار شد.